# Освалдо Риос
Осва̀лдо Рѝос (на испански: Osvaldo Ríos) е пуерторикански актьор, манекен, певец и китарист. Роден е на 25 октомври 1960 г. в град Каролина, Пуерто Рико.

## Кариера
В телевизията започва да се снима през 1990 г. Две години след дебюта си изиграва главната роля във венецуелския сериал Касандра, където си партнира с Корайма Торес. Именно тази му роля му носи световна популярност. Заедно с Корайма са канени по цял свят. И двамата, макар и поотделно, посещават България. Освалдо Риос изнася дори концерт в зала 1 на НДК, която се пръска по шевовете.
След невероятния успех на Касандра го канят да изпълни главната роля в пуерториканската теленовела Три съдби, която също постига успех. Следващата му теленовела отново регистрира невиждан зрителски интерес. Става дума за Вдовицата в бяло сниман през 1996 г. Там партньорка му е Мария Елена Дьоринг.
Но освен с актьорската си игра, Освалдо впечатлява и с музикалността си. Негова страст се оказва музиката. Изпълнява музикалната тема от Три съдби и тази от Вдовицата в бяло в дует със своята екранна сестра Йоландита Монхе.
Освалдо също така участва във венецуелските продукции Дивата котка като Силвано Сантана Кастро и Непокорен ангел като Алехандро Валдерама. През 2007 г. се снима в сериала „Зоро: Шпагата и розата“. През 2008 г. се снима в сериала „Клетва за отмъщение“, а през 2009 г. в сериала Непокорно сърце .

## Филмография
- 2011: Триумф на любовта (El triunfo del amor) – Освалдо Сандовал
- 2009: Непокорно сърце (Corazón salvaje 2009) – Хуан де Диос Сан Роман
- 2008: Клетва за отмъщение (El Juramento) – Сантяго де Ландерос
- 2007: Зоро: Шпагата и розата (Zorro: la espada y la rosa) – Алехандро де ла Вега
- 2006: Съдбовни решения (Decisiones) -
- 2004: Непокорен ангел (Ángel rebelde) – Алехандро Валдерама
- 2003: Дивата котка (Gata salvaje) – Силвано Сантана Кастро
- 2002: Más allá del límite
- 2002: Plaza vacante
- 2001: Bento Cego
- 2000: Прегърни ме много силно (Abrazame muy fuerte) – Диего Ернандес
- 2000: Trucuta Trucuta
- 2000: Господарят на Раусан (Rauzan) – Себастиан де Мендоса
- 1996: Вдовицата в бяло (La viuda de blanco) – Диего Бланко
- 1993: Три съдби (Tres destinos) – Хуан Карлос
- 1992: Касандра (Kassandra) – Игнасио Контрерас/Луис Давид Контрерас
- 1990: Chona, la puerca asesina
- 1989: En aquella playa